# Часовникова кула (Разград)
Часовниковата кула в Разград е постройка в Разград от 1864 г.
Построена е по нареждане на русенския валия Мидхат паша от уста Тодор Тончев от село Дурча. Преди нея на същото място се издига кула от 1764 г., строена по времето на разградския управник Ибрахим паша. Мидхат паша нарежда да се събори старата кула и да се построи нова. По неразчетения надпис на унгарски върху камбаната се предполага, че е доставена от Унгария по време на Австро-турската война.
До 1864 г. кулата е била в готически стил. В същата година тя е съборена и на нейно място била построена кулата в сегашния й вид. Новата часовникова кула е издигната по времето на Митхад паша. Градена е от уста Тодор Тончев, роден в тревненските колиби Дурча. След Освобождението се заселва в разградското село Балкански (някога Калфа дере), където построил църквата „Св. Димитър“ и починал.
Според писмен източник, който Любомир Миков цитира в статията си „Часовниковата кула“ в книгата си „Джамията на Ибрахим паша и „Ибрахим паша“ джамия в Разград“, каменните блокове за построяване на кулата са донесени от близкото село Арнауткьой (дн. Пороище). В този източник се изтъква, че повечето от строителите на кулата са от същото село . 
Часовниковата кула е с квадратно каменно тяло със страна 4,4 метра, дебелина на зида 1,05 четра, височина 12,2 метра. Над него има осмоъгълна дървена надстройка, която с куполната покритие достига 7,55 метра височина. Общата височина на часовниковата кула е 26,15 метра.
Кулата е реставрирана от община Разград и областния съвет на град Армаа, Северна Ирландия през 1998 г.